# Aceite de nuez

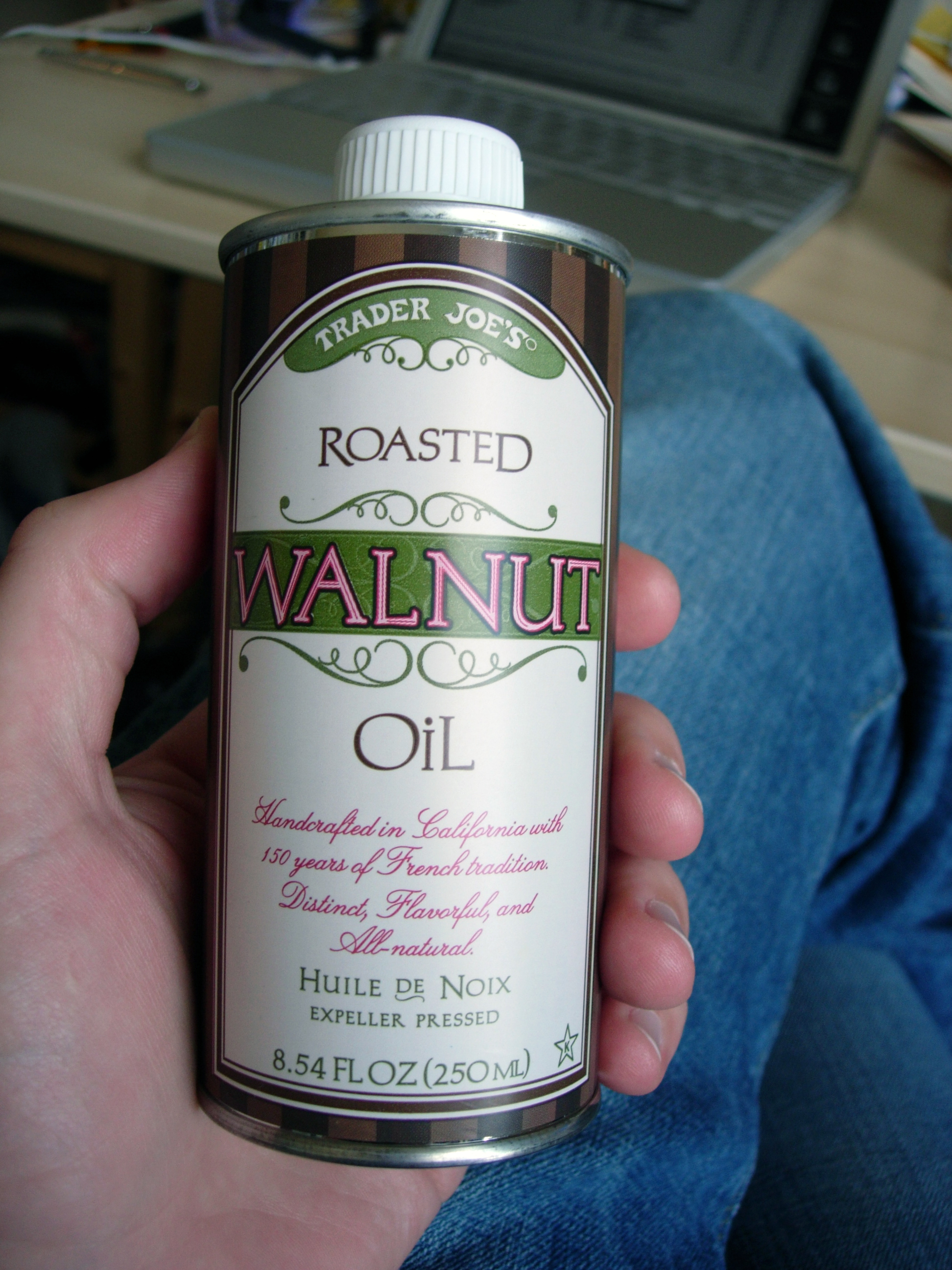
Aceite de nueces de California.

El aceite de nuez es un aceite extraído de las nueces del nogal común (especie Juglans regia).
Es un aceite comestible pero bastante caro, tiene un leve color y un olor y sabor delicado. Generalmente no se utiliza para freír porque pierde parte de sus propiedades distintivas. Se suele utilizar en platos fríos y en salsas para ensaladas. Tiene propiedades antioxidantes. La mayoría de este aceite se produce en Francia, pero también se hace en Australia, Nueva Zelanda y California.
El aceite de nueces de nogal es una buena fuente de los ácidos grasos esenciales Omega-3.

## En el arte

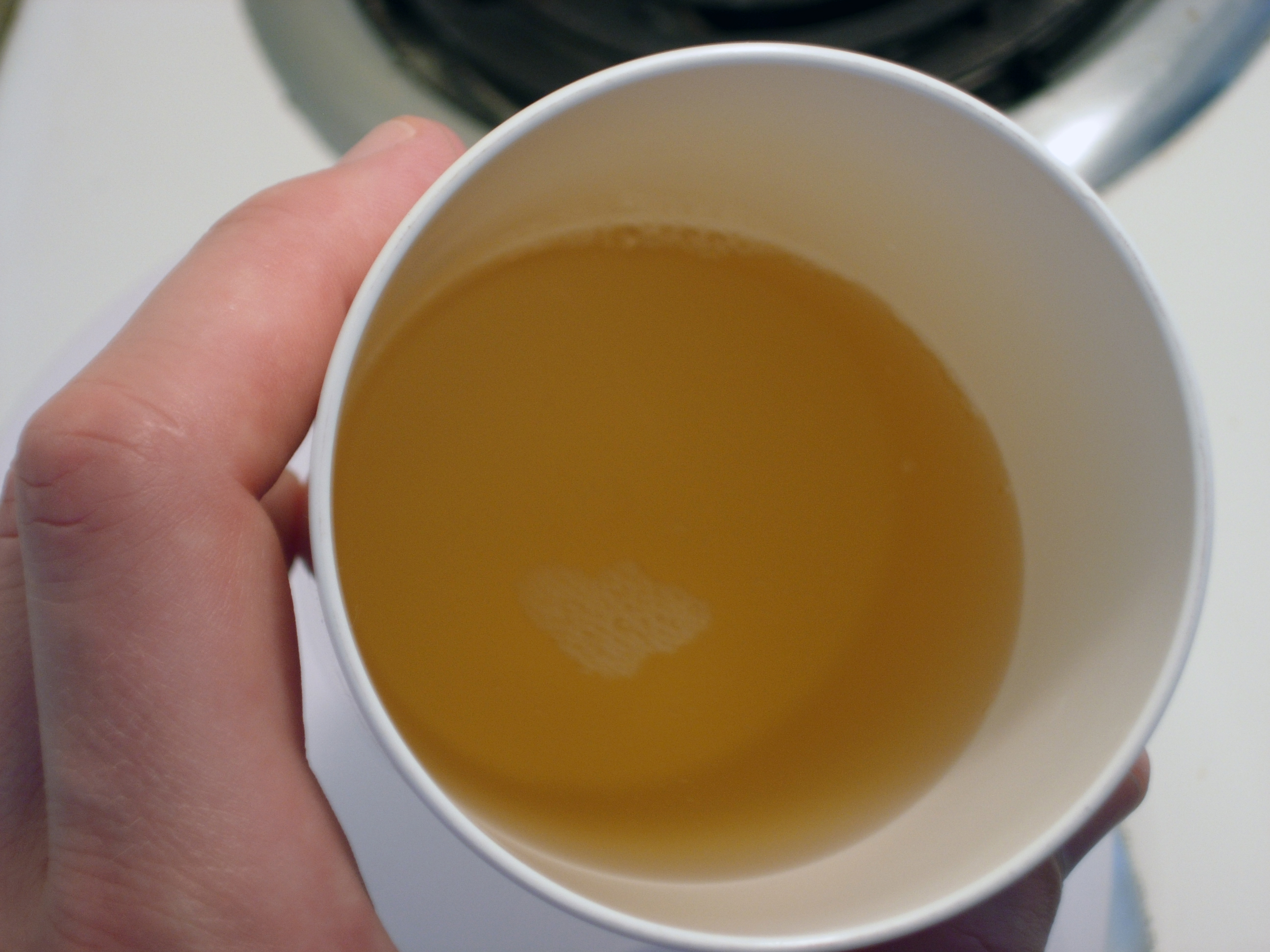
Una taza de aceite de nuez.

Durante el Renacimiento este aceite se usaba en las pinturas artísticas ya que se seca rápido y además permitía limpiar los pinceles. Sin embargo el aceite de lino daba un mejor acabado a la preparación de las telas. Se lo considera un aceite intermedio entre el de adormideras y el de lino, por amarillear menos que este. En las preparaciones de médiums o medios, se utiliza adicionando un poco de aceite de lino a la mezcla para agregarle flexibilidad. Al igual que el aceite de adormideras y de cártamo, el aceite de nuez se utiliza en la preparación de blancos, azules y celestes por su menor amarilleo, siempre en capas superiores sobre las cuales nunca se pinte con aceite de lino.
También se utiliza en el acabado de la madera que esté en contacto con los alimentos.